# Volucella zonaria
Volucella zonaria е вид муха, имитираща вида на стършел. Тези мухи са способни да опрашват с бръмчене.

## Разпространение
Този вид се среща в по-голямата част от Европа, в Тунис, Иран, Русия (до Далечния изток) и в Монголия.

## Естествена среда
Тези мухи обитават обикновено ливади близо до гори.